# Anna Veith
Anna Veith (nacida Anna Fenninger; Hallein, 18 de junio de 1989) es una deportista austríaca que compite en esquí alpino; campeona olímpica en Sochi 2014 y tres veces campeona mundial.

## Trayectoria
Participó en tres Juegos Olímpicos de Invierno, entre los años 2010 y 2018, obteniendo tres medallas, dos en Sochi 2014, oro en el supergigante y plata en eslalon gigante, y una de plata en Pyeongchang 2018, en la prueba de supergigante.
Ganó seis medallas en el Campeonato Mundial de Esquí Alpino entre los años 2011 y 2015. 
En la Copa del Mundo consiguió quince victorias y 46 podios en total. Ganó la clasificación general de la Copa del Mundo en dos ocasiones: 2014 y 2015.
Fue la abanderada de Austria en la ceremonia de apertura de los Juegos Olímpicos de Pyeongchang 2018.
Recibió la Gran Condecoración de Honor de la Orden al Mérito de la República de Austria en 2016 y el premio Skieur d’Or en 2014 y 2015. Fue nombrada «Deportista femenina del año» en su país en 2013, 2014 y 2015.

## Palmarés internacional
| Juegos Olímpicos   | Juegos Olímpicos                   | Juegos Olímpicos  | Juegos Olímpicos |
| Año                | Lugar                              | Medalla           | Prueba           |
| ------------------ | ---------------------------------- | ----------------- | ---------------- |
| 2014               | Sochi (Rusia)                      | Medalla de oro    | Supergigante     |
| 2014               | Sochi (Rusia)                      | Medalla de plata  | Eslalon gigante  |
| 2018               | Pyeongchang (Corea del Sur)        | Medalla de plata  | Supergigante     |
| Campeonato Mundial |                                    |                   |                  |
| Año                | Lugar                              | Medalla           | Prueba           |
| 2011               | Garmisch-Partenkirchen (Alemania)  | Medalla de oro    | Supercombinada   |
| 2011               | Garmisch-Partenkirchen (Alemania)  | Medalla de plata  | Equipo mixto     |
| 2013               | Schladming (Austria)               | Medalla de bronce | Eslalon gigante  |
| 2015               | Vail/Beaver Creek (Estados Unidos) | Medalla de oro    | Eslalon gigante  |
| 2015               | Vail/Beaver Creek (Estados Unidos) | Medalla de oro    | Supergigante     |
| 2015               | Vail/Beaver Creek (Estados Unidos) | Medalla de plata  | Descenso         |